# Wiborgia humilis
Wiborgia humilis là một loài thực vật có hoa trong họ Đậu. Loài này được (Thunb.) R.Dahlgren miêu tả khoa học đầu tiên.